# Serena Rossi
Serena Rossi (* 31. srpna 1985 Neapol) je italská herečka a zpěvačka.

## Životopis
Narodila se v umělecké rodině. Debutovala v roce 2002 v muzikálu „C’era una volta…Scugnizzi“. Známou se stala o rok později, kdy začala vystupovat v roli Carmen Catalano v nejdéle vysílaném italském seriálu – mýdlové opeře „Un posto al sole“. Následovaly další divadelní a seriálové role. V roce 2006 vydala první album „Amore che“.